# Heterosamara wattersii
Heterosamara wattersii là một loài thực vật có hoa trong họ Polygalaceae. Loài này được (Hance) Paiva & P. Silveira mô tả khoa học đầu tiên năm 2007.